# De Bron (Amersfoort)
De Bron is een kerkgebouw gelegen aan Vogelplein 1 te Amersfoort.
Deze kerk werd gebouwd met de naam De Open Hof als gereformeerde kerk, en in 2004 ging ze op in de Protestantse Kerk in Nederland. Ze bedient de lidmaten in de wijk Liendert.
In 2011 fuseerde de wijkgemeente van De Open Hof met die van de nabijgelegen Opstandingskerk tot de wijkgemeente De Bron, waaraan deze kerk haar huidige naam te danken heeft.
Het gebouw werd in 1973 in gebruik genomen. Architect was Jan Plas uit Purmerend. Het is een laag gebouw in modernistische stijl. Van 2011-2012 werd het gerenoveerd, en kwam er een schuin dak op, waardoor het meer op een kerk ging lijken. Architect van deze renovatie was Marco Tavenier, van Bureau MT uit Amersfoort. Daarna werd de Opstandingskerk onttrokken aan de eredienst.
Het orgel is uit 1959 en werd gebouwd door de firma Flentrop.

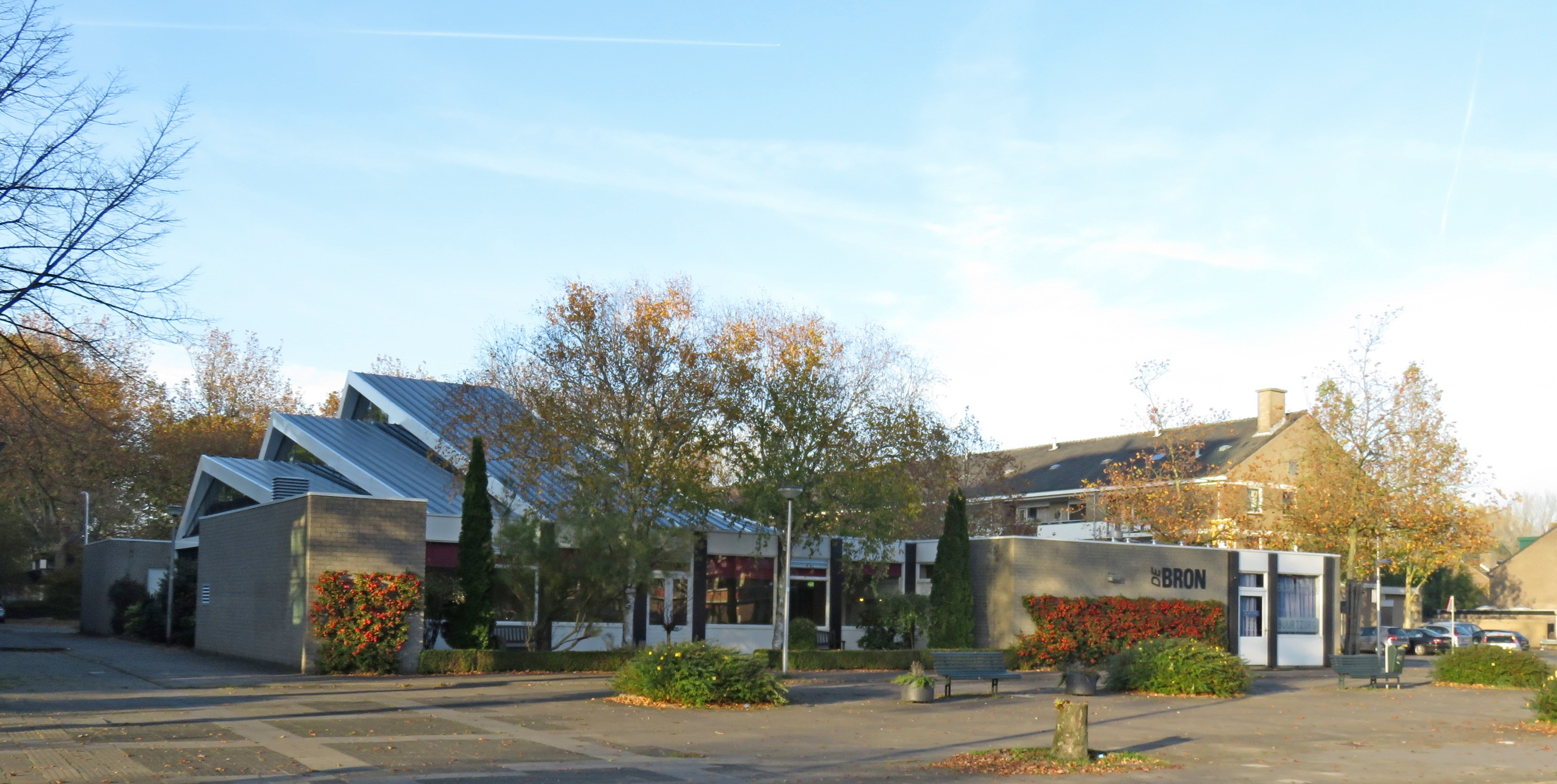
De Bron gezien vanaf de Van Randwijcklaan